# Европски бизон
Европски бизон или зубр или висент (Bison bonasus) је сисар из реда папкара (Artiodactyla) и породице шупљорожаца (Bovidae). То је једна од две постојеће врсте бизона, поред америчког бизона. Европски бизон је најтежа дивља копнена животиња у Европи, чији су примерци у прошлости бити већи од савремених животиња. Током касне антике и средњег века, бизон је изумро у већем делу Европе и Азије, преживевши у 20. веку само у северној и централној Европи и на северном Кавказу. У првим годинама 20. века бизони су ловљени до потпуног изумирања у дивљини. Врста - која сада броји неколико хиљада и која је враћена у дивљину програмима узгоја у заточеништву - више није у непосредној опасности од изумирања, али остаје одсутна у већини својих историјских подручја. Њих не треба мешати са туровима (Bos primigenius), изумрлим претком домаћег говеда, са којим је некада коегзистирао.
Осим људи, бизони имају мало предатора. У 19. веку било је местимичних извештаја о вуковима, лавовима, тигровима и медведима у лову на бизоне. У прошлости, нарочито у средњем веку, бизоне су обично убијали због коже и меса, као и због производње рогова за пиће. Европски бизон је ловљен до изумирања у дивљини почетком 20. века, при чему су последње дивље животиње подврсте B. b. bonasus устрељене у Бјаловјешкој шуми (на данашњој граници Белорусије и Пољске) 1921. године, а последњи примерци од кавкаске подврсте (B. b. caucasicus) на северозападном Кавказу 1927. Карпатски бизон (B. b. hungarorum) ловљен је до потпуног изумирања средином 1800-их. Бјаловјешки или низински европски бизон је одржан у заточеништву, и од тада је поново уведен у неколико европских земаља. Године 1996, Међународна унија за заштиту природе је класификовала европског бизона као угрожену врсту, која више није изумрла у дивљини. Њен статус се од тада побољшао, те је промењен у рањиви, а касније у скоро угрожен.
Европске бизоне први је научно описао Карл Лине 1758. Неки каснији описи третирају европског бизона као коспецифичног са америчким бизоном. Три подврсте европских бизона постојале су у недавној прошлости, али је само једна, номинована подврста (B. b. bonasus), преживела до данас. Анализа митохондријских генома и нуклеарне ДНК открила је да је европски бизон теоретски потомак врсте настале као резултат хибридизације између изумрлог степског бизона (Bison priscus) и предака тура (Bos primigenius), будући да њихов генетски материјал садржи до 10% турових ДНК секвенци; могући хибрид, који је сада изумро, неформално се назива Хигсов бизон, доскочица у контексту на Хигсовог бозона. Алтернативно, плеистоценски шумски бизон је предложен као предак врсте.
Европски бизон је једна од националних животиња Пољске и Белорусије.

## Етимологија
Стари Грци и стари Римљани први су именовали бизоне као такве; аутори из 2. века нове ере Паусанијe и Опијан су их помињали као хеленистички грчки βίσων, романизовано bisōn. Раније, у 4. веку пре нове ере, током хеленистичког периода, Аристотел је бизона назвао βόνασος, bónasos. Такође је приметио да су га Пеонијци назвали μόναπος (monapos). Клаудије Елијан, који је писао у касном 2. или раном 3. веку нове ере, такође је означавао ову врсту као βόνασος, а и Природна историја Плинија Старијег и Гај Јулије Солин користили су лат. bĭson и лат. . Марсијал и Сенека млађи помињу лат. bison (pl. лат. bisontes). Каснији латинични изрази овог термина укључивали су лат. visontes, лат. vesontes, и лат. bissontes.

## Опис
Европски бизон је најтежа преживела копнена животиња у Европи. Слично њиховим америчким рођацима, европски бизони су историјски били већи од преосталих потомака; модерне животиње су дугачке око 2,8 до 3,3 м (9,2 до 10,8 стопа), не рачунајући реп од 30 до 92 cm (12 до 36 in), висину од 1,8 до 2,1 m (5,9 до 6,9 ft), и тежину од 615 до 920 kg (1.356 до 2.028 lb) за мужјаке, и око 2,4 до 2,9 m (7,9 до 9,5 ft) у дужини тела без репа, 1,69 до 1,97 m (5,5 до 6,5 ft) у висину, и 424 до 633 kg (935 до 1.396 lb) у тежини за женке. Телад је при рођењу прилично мала, тешка између 15 и 35 kg (33 и 77 lb). У слободноj популацији Бијаловиеза шуме у Белорусији и Пољској, телесна маса одраслих (у добу од 6 и више година) у просеку износи 634 kg (1,398 lb) код мужјака, а 424 kg (935 lb) код женки. Повремено велики бик европског бизона може тежити до 1.000 kg (2,200 lb) или више, док су према старим записима некад бикови тежили од 1,900 kg (4,200 lb) у низинском региону и 1.000 kg (2,200 lb) на Кавказу.
У просеку је мање телесне масе, мада нешто виши у рамену, од својих америчких рођака, шумског бизона (Bison bison athabascae) и равничарског бизона (Bison bison bison). У поређењу са америчком врстом, мужјак има краћу длаку на врату, глави и предњим ногама, али дужи реп и рогове. Погледајте разлике од америчког бизона.
Европски бизон испушта различите гласове у зависности од свог расположења и понашања, али када је узнемирен, емитује звук налик режању, познат на пољском као chruczenie ([xrutʂɛɲɛ]). Овај звук се такође може чути од мужјака током сезоне парења.

## Распрострањење
Ареал врсте покрива средњи број држава. Присутна је у следећим државама: Русија, Пољска, Украјина, Белорусија, Литванија, Словачка и Румунија. Поново је вештачки уведена у Киргистан.
2022 године, после два века Србији је донирала Пољска европског бизона, реч је о једном мужјаку и четири женке који живе у свом новом станишту на Фрушкој гори у карантинском делу који је био унапред припремљен за њихово пуштање и адаптацију.

## Станиште
Станишта врсте су шуме, планине и травна вегетација.

## Подврсте
- Низијски европски бизон (B. b. bonasus) — из шуме Бјаловјежа
- †Карпатски бизон
- †Кавкаски бизон

## Угроженост
Ова врста се сматра рањивом у погледу угрожености врсте од изумирања.